# Cláudia Monteiro
Cláudia Monteiro (8 mei 1961) is een tennisspeelster uit Brazilië.
In 1982 speelde Monteiro met Cássio Motta in de gemengddubbelfinale van Roland Garros.
Tussen 1981 en 1987 speelde Monteiro 26 maal voor Brazilië op de Fed Cup.